# Izum
Po službenoj definiciji izum je novo rješenje tehničkog problema, čija je novost definirana i potvrđena službenim dokumentom (tzv. patentom) nekog od nacionalnih ili međunarodnih ureda za zaštitu intelektualnog vlasništva.
Hijerarhijski, izum spada u industrijsko vlasništvo, kao podvrstu šire kategorije tzv. intelektualnog vlasništva, koje uz tehnološki usmjereno stvaralaštvo obuhvaća i umjetnička djela i izvedbe.
Proces stvaranja izuma počinje s inventivnom idejom, koja može sinuti u trenutku nadahnuća, ali sazrijevanje izuma u pravilu je dugotrajno i složeno. Od nastanka ideje do njene pretvorbe u tržišno prihvatljiv produkt često su potrebna istraživanja, proučavanja, eksperimentalne provjere i korekcije na prototipu, stručne, pa i ekspertne obrade, da bi konačna verzija izuma funkcionalno, ergonomski, estetski i po tehnologičnosti rješenja zadovoljila. Besprijekorna funkcionalnost te dobar dizajn i tehnologičnost nužni su, ali ne i dovoljni uvjeti za uspjeh izuma na tržištu, pa mnogi izumi nikada ne dožive plasman, unatoč svom uloženom trudu izumitelja.
Razvitak ljudske vrste, temelji se na inventivnosti brojnih mislilaca, pa među njima i izumitelja, kao specifčne vrste tehnološki orijentiranih inventivnih pojedinaca, zaslužnih za razvoj tehnike i tehnologije. 
Upravo se smišljanju i korištenju oruđa (i oružja) zahvaljuje izdvajanje naše vrste iz ostale faune još od prvobitnih zajednica naših davnih predaka, no institut patentiranog izuma ustanovljen je tek u 17. stoljeću, a sustavnije se organizira s pojavom industrijalizacije tijekom 18.i 19. stoljeća  (Detaljnije). 
Iako se inovacije, pa i izumi uvijek oslanjaju na postojeće stanje tehnike, epohalni izumi 17 - 20. stoljeća poput parnog stroja, SUS motora (motor s unutarnjim izgaranjem), izmjenične i polifazne struje, asinkronog motora, tranzistora i poluvodičke tehnologije i dr. bili su uzrokom skokovitih uzleta tehnološkog razvoja. S povećanjem opsega proizvodnje od pojedinačne - manufakturne do masovne, morala se mijenjati i organizacija proizvodnje, što je dovelo i do izmjene proizvodnih odnosa, tj. industrijalizacije.
Tehnološki razvoj je prvo teški fizički rad čovjeka zamijenio snagom strojeva pokretanih pogonskim gorivima (parni stroj i SUS motor), zatim (barem u masovnoj proizvodnji) sveo fizički rad na minimum u korist intelektualnog rada (automatizacija i robotizacija tvornica), te konačno danas eliminira dosadne intelektualne rutine oslobađajući čovjeka za kreativno stvaralaštvo pomoću suvremenih računalnih programa. 
Ako isključimo epohalne izume, koji su bili preduvjet industrijske, pa i nedavne informatičke revolucije u tehnološkom razvoju, najveći broj tehnoloških inovacija, pa i izuma nudi tek neznatna poboljšanja ili drugorazredne novitete. Pa ipak, i takvi su izumi od velikog značaja u uvjetima današnje konkurencije na svjetskom tržištu, na kome je stalno plasiranje novih modela imperativ i pitanje opstanka. Osim toga, niz sitnijih poboljšanja, korak po korak kroz duže vremensko razdoblje rezultira bitnim unapređenjem (primjer: postupno povećanje kapaciteta optičkih diskova od CD-a do DVD-a s plavom laserskom zrakom (Blu-Ray), polučilo je bitno poboljšani medij za pohranu digitalnih podataka).

### Patent
Izum se štiti patentom, koga treba ishodovati pri nacionalnom ili međunarodnom patentnom uredu temeljem stručno i korektno sastavljene prijave patenta. Posebno je važna karakteristika patenta, što je to jedini institut koji svom vlasniku daje pravo na monopol kroz vrijeme trajanja patentne zaštite (najviše 10, odnosno 20 godina od dana podnošenja prijave) u državama na koje je protegnuta patentna zaštita. 
Da bi izum bio patentibilan, mora:
- rješavati tehnički problem
- biti nov (tj. ne smije biti sadržan u postojećem stanju tehnike, niti na bilo koji način obznanjen prije objave u službenom glasniku patentnog ureda)
- imati inventivnu razinu (tj. ne smije očigledno proizlaziti iz postojećeg stanja tehnike)
- biti industrijski primjenjiv

Patentom, odnosno u njemu sadržanim patentnim zahtjevima štite se samo načela funkcioniranja izuma bez navođenja dimenzija ili bilo kakvih drugih izvedbenih podataka, pri čemu način rješenja i funkcioniranja moraju biti potpuno otkriveni u opisu rješenja.
Postupak ishođenja patenta je strogo propisan, dugotrajan upravni postupak, pri čemu prvenstvo vlasnika patenta kao i rok njegove važnosti počinje s danom upisa prijave u registar prijava, a to je u pravilu dan zaprimanja prijave u patentnom uredu.
Patent važi samo na području države u kojoj je ishođen, međutim objavom prijave u službenom glasniku izum ulazi u poznato stanje tehnike, pa ga eventualni plagijator ne može više štititi na svoje ime ni u državama u kojima stvarni vlasnik nije tražio zaštitu, tj. ne može ostvariti monopol.
Propisanom procedurom može se tražiti i zaštita u grupi država koje su potpisnice odgovarajućih međunarodnih konvencija. Takav je primjerice EUROPATENT.
Inozemna zaštita je vrlo skupa, pri čemu značajan dio cijene otpada na usluge inozemnog patentnog zastupnika, kojeg se u postupku ne može zaobići.

## Zapreke patentibilnosti
Uz uvodno navedena četiri uvjeta patentibilnosti, patentirati se ne mogu:
- znanstvene teorije i otkrića prirodnih tvari ili spojeva, te matematičke metode (tzv. znanstvena otkrića)
- biljne i životinjske vrste i biološki procesi njihovog dobivanja
- pravila i metode za izvođenje mentalnih aktivnosti igranja igara, obavljanja poslova i sl.
- računalni programi (ali su u svim potpisnicama međunarodnih konvencija pravno štićeno intelektualno vlasništvo )
- metode dijagnosticiranja i liječenja izvođene na ljudima i životinjama
- postupci protivni javnom poretku ili moralu, pa u tom sklopu i:
- kloniranja ljudskih bića
- modificiranje genetičkog identiteta zametne loze ljudskih bića
- uporaba ljudskih embrija u industrijske ili komercijalne svrhe
- postupci za modificiranje genetičkog identiteta životinja koji bi vjerojatno uzrokovali njihovu patnju bez ikakve bitne medicinske koristi za čovjeka ili životinju i životinje koje su rezultat takvih postupaka

U RH ovu materiju detaljno regulira Zakon o patentu te regulativa međunarodnog patentnog prava.     
Budući da se izraz "izum" odnosi na zaštićene inovacije, inovacije koje nisu ili ne mogu biti štićene patentom ispravnije je zvati inovacijom ili tehničkim (ili tehnološkim) rješenjem

## Razvoj proizvoda
Bez obzira, temelji li se na nepatentiranoj inovaciji ili izumu, razvoj iole složenijeg proizvoda u pravilu sadrži (ili bi trebao sadržavati) sljedeće faze:
- ideju (za proizvod ili poboljšanje proizvoda ili tehnologije)- može dati i nestručna inventivna osoba (primjer su brojne vizije Jules-a Verne-a)
- prethodne provjere osnovnih postavki, provedivosti i konkurentnosti ideje (razvoj idejnog rješenja)
- detaljna prethodna tehnička i tržišno-ekonomska istraživanja (u kategoriji "razvojnih istaživanja")
- konstrukcija proizvoda (uključivo tehničke proračune i provjere s uključenjem u tipizaciju i standardizaciju ili obavezne norme i tehničke propise, te prateću dokumentaciju poput korisničkih uputa za montažu, uporabu itd.)
- razvoj tehnologije za proizvodnju i Know-How-a (uključivo konstrukciju alata i naprava)
- ekonomske provjere konkurentnosti
- strategija plasmana

(Detaljnije: Razvoj proizvoda)
Prema ekspertima za marketing, sve navedeno uklapa se u generalni marketing-plan s nešto jačim naglaskom na tržišne komponente.

## Najvažniji izumi 20. stoljeća
Najvažniji izumi 20. stoljeća su
1. 1900. Prijenosni fotoaparat
2. 1901. Spajalice za spise
3. 1902. Kolači za pse
4. 1903. Plišani medvjedić
5. 1906. Penkala
6. 1907. Prašak za pecivo
7. 1908. Automobil Ford T
8. 1910. Električna grijalica
9. 1910. Automat za pranje rublja
10. 1910. Svjetleća reklama
11. 1912. Vitamini
12. 1913. Patentni zatvarač
13. 1915. Grudnjak
14. 1920. Papirnata maramica
15. 1920. Kruh u obliku tosta
16. 1921. Samoljepiva traka
17. 1921. Inzulin
18. 1926. Maslac od kikirikija
19. 1927. Hladnjak
20. 1928. Penicilin
21. 1928. Gotova hrana za djecu
22. 1928. Prvi klima uređaj
23. 1929. Televizor
24. 1930. Prozirna samoljepiva traka (selotejp)
25. 1931. Alka Seltzer (sredstvo protiv bolova)
26. 1931. Boja za kosu
27. 1931. Električni brijački aparat
28. 1931. Pojačivač zvuka
29. 1931. Metalni čep
30. 1931. Magnetofon
31. 1933. Prašak za pranje rublja
32. 1935. Film u boji
33. 1937. Mesni doručak u konzervi
34. 1937. Mikser
35. 1939. Mlazni pogon
36. 1939. Najlonske čarape (najlonke)
37. 1940. Električni grijač vode
38. 1941. Tekstil koji se ne glača
39. 1946. Električni stroj za pranje rublja
40. 1948. Longplay gramofonske ploče
41. 1948. Polaroid kamera
42. 1948. Električna gitara
43. 1949. Fotokopirni aparat
44. 1951. Osobno računalo
45. 1953. Televizor u boji
46. 1953. Folija koja čuva odredenu temperaturu
47. 1954. Stroj za pranje suđa
48. 1954. Uređaj za duboko zamrzavanje
49. 1955. Cjepivo protiv dječje paralize
50. 1955. Tranzistorski radio
51. 1956. Daljinski upravljač za TV
52. 1958. Vegeta
53. 1958. Lego kocke
54. 1959. Lutka Barbika
55. 1960. Čarape hula-hoop
56. 1960. Antibaby pilule
57. 1961. Jednokratne pelene
58. 1963. Mekane kontaktne leće
59. 1963. Magnetofon s kasetama
60. 1963. Telefon s dugmetima
61. 1964. Mini suknja
62. 1967. Mikrovalna pećnica
63. 1970. Skateboard
64. 1972. Džepno računalo
65. 1973. Mlin za kavu
66. 1973. Mobitel
67. 1979. Walkman
68. 1980. Pacman, prva video-igra
69. 1980. Samoljepiva ceduljica
70. 1981. CD - kompaktni disk
71. 1981. Nepromočivo platno
72. 1984. Macintosh računalo
73. 1999. Internet-navigator